# Penzlin
Penzlin est une ville d'Allemagne située dans l'arrondissement du Plateau des lacs mecklembourgeois, dans le Land de Mecklembourg-Poméranie-Occidentale.

## Géographie
Penzlin se situe à l'est du parc national de la Müritz, dans la région du plateau des lacs mecklembourgeois (Mecklenburgische Seenplatte).

## Histoire
Penzlin est mentionnée pour la première fois dans un document officiel en 1170 sous le nom de Pacelin. En 1725 un incendie n’épargne que 2 maisons sur les 150 que comptait alors la ville.
Sous le régime nazi, de 1935 à 1943, Alt Rehse (village intégré à Penzlin en 2008) accueille, outre un institut de génétique, une école supérieure de médecine dirigée par Kurt Blome. Cette école assure une formation de six semaines pour des professionnels de santé (médecins, pharmaciens, dentistes, sages-femmes, administrateurs…) en génétique, eugénisme et hygiène raciale dans le cadre d'une formation politique et idéologique. L'école serait impliquée dans les crimes de guerre commis sur le front de l'est, mais en 2006, il est difficile de le prouver, les soviétiques s'étant emparé de toutes les archives.
À la fin de la Seconde Guerre mondiale, l'Armée rouge entre dans la ville le 30 avril 1945. Les Russes se livrent alors au pillage, aux viols et aux assassinats avant d'incendier la ville le lendemain.

## Quartiers
- Alt Rehse
- Ave
- Carlstein
- Groß Flotow
- Groß Lukow
- Groß Vielen
- Klein Flotow
- Klein Lukow
- Lübkow
- Mallin
- Marihn
- Mollenstorf
- Neuhof
- Passentin
- Siehdichum
- Werder
- Wustrow
- Zahren

## Personnalités liées à la ville
- Ernst Hans Eberhard (1866-1945), historien né à Penzlin.
- Reinhard Piper (1879-1953), éditeur né à Penzlin.
- Anna Stiegler (1881-1963) femme politique et résistante née à Penzlin.

## Jumelages
- Otterndorf (Allemagne)

## À voir
- le château de Penzlin.
- le musée historique qui est en partie consacré à la chasse aux sorcières dans le Mecklembourg.